# Ким Ханмин
Ким Ханмин (кор. 김한민, род. 5 ноября, 1969, Сунчхон, Республика Корея) — южнокорейский кинорежиссёр и сценарист.

## Карьера
Начинал со съёмок короткометражных фильмов. В 2007 его полнометражным режиссёрским дебютом стал мистический триллер «Уничтоженный рай». Фильм об убийстве на уединённом острове посмотрели более 2 млн человек по всей Корее. События в его втором фильме, «Сотовый» происходят в большом городе и вращаются вокруг неотъемлемой вещи каждого горожанина, сотового телефона. Картина не имела такого успеха, как его первый фильм.
События его третьего фильма «Стрела. Абсолютное оружие» происходят во время Маньчжуро-корейской войны. Динамичный сюжет картины с хорошо поставленными боевыми сценами и спецэффектами, рассказывает историю о мастере лучнике и поисках его сестры, захваченной солдатами империи Цин. За период проката фильм посмотрели 7,46 млн человек, что сделало его самым кассовым корейский фильмом 2011 года. Фильм получил множество премий «Большой колокол» и «Голубой дракон».
В 2014 Ким поставил один из самых масштабных южнокорейских военно-исторических фильмов «Битва за Мён Рян», рассказывающий о морском сражении между корейским флотом под предводительством адмирала Ли Сунсина и японским императорским флотом во время Имдинской войны. Картина стала самой успешной в истории Южной Кореи по кассовым сборам и первым корейским фильмом, собравшим больше $100 млн в прокате. Картина «Битва за Мён Рян» стала первой в трилогии фильмов об Имдинской войне, вторая — «Битва у острова Хансан» — вышла 27 июля 2022 года, третий фильм, «Битва в проливе Норян», находится в разработке.

## Фильмография
- A Painter Story (1995)
- Beyond… (1995)
- Sympathy (1997)
- Rush (1998)
- Sunflower Blues (1999)
- Three Hungry Brothers
- A Wintering (2007)
- «Уничтоженный рай»[англ.] (2007)
- «Сотовый»[англ.] (2009)
- «Стрела. Абсолютное оружие»[англ.] (2011)
- «Битва за Мён Рян» (2014)
- «Битва при Фэнудун»[англ.] (2019)
- «Битва у острова Хансан» (2022)
- «Битва в проливе Норян» (2023)

## Награды
- 2007 «Голубой дракон»: Лучший режиссёрский дебют; Лучший оригинальный сценарий (Уничтоженный рай[англ.])
- 2014 «Большой колокол»: Лучший фильм (Битва за Мён-рян)
- 2014 «Голубой дракон»: Лучшая режиссёрская работа (Битва за Мён-рян)